# Якобея обыкновенная
Якобе́я обыкнове́нная (лат. Jacobaea vulgaris) — травянистое растение, вид рода Якобея (Jacobaea) трибы Крестовниковые (Senecioneae) семейства Астровые (Сложноцветные). Растение в большей степени известно под названием, которое, согласно современным взглядам, является синонимом — Senecio jacobaea L. (Крестовник Якова, Крестовник луговой). Ядовитое растение, представляющее опасность для домашних животных.

## Распространение
Растение очень широко распространено в Евразии — от Ирландии и Великобритании на западе до Китая на востоке. Встречается также в Северной Африке. Как адвентивное растение якобея обыкновенная встречается в Северной Америке, Австралии и Новой Зеландии.

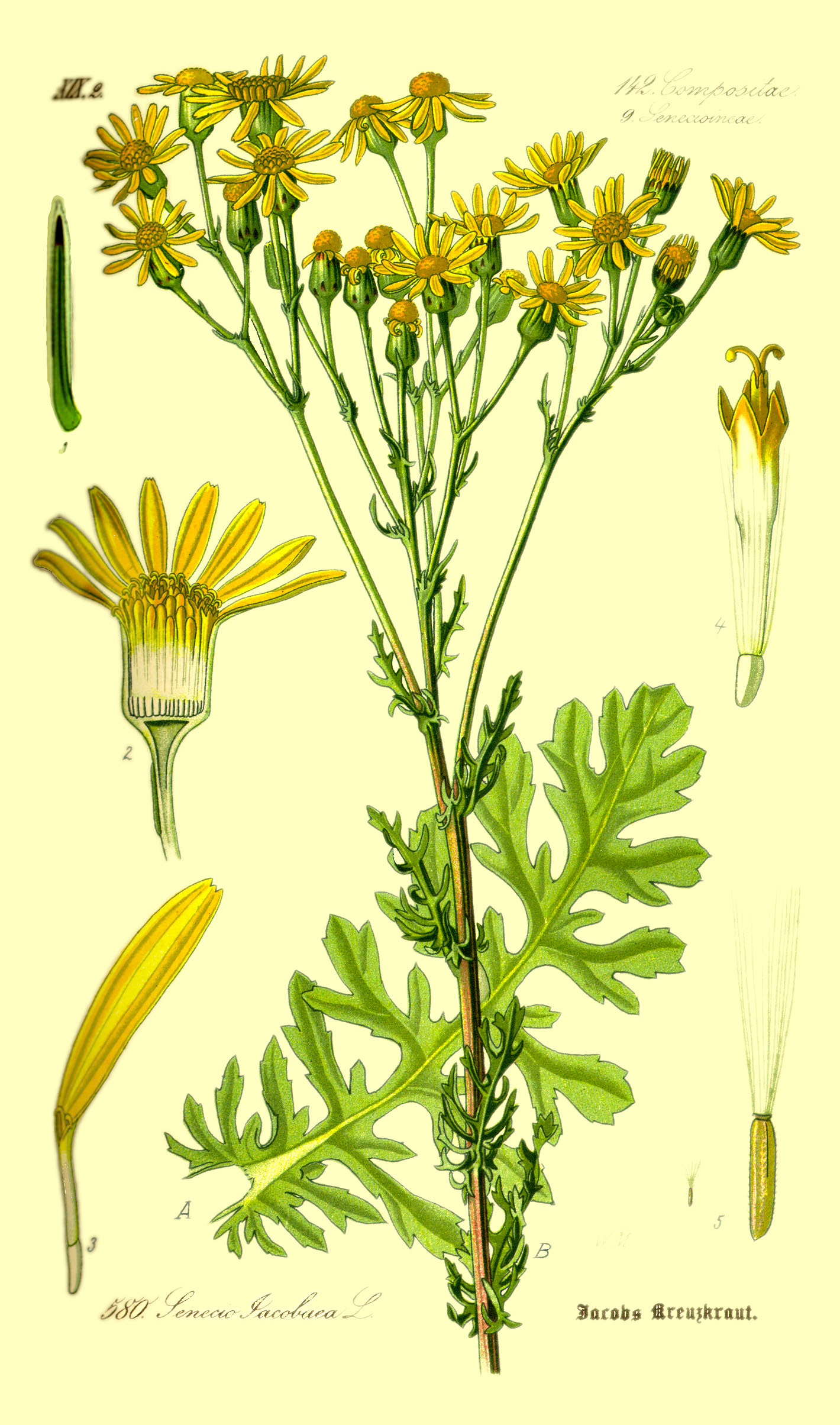
Якобея обыкновенная.

В Средней полосе России встречается во всех областях. Растёт на лугах, по опушкам лесов, на полянах, в сосновых лесах, а также рядом с человеком — на огородах, в садах.

## Ботаническое описание
Многолетнее (иногда двулетнее) травянистое растение высотой от 20 до 100 см. Растение может быть как паутинисто опушённым, так и почти голым.
Растение с ветвистыми корневищами.
Стебель прямой, ребристый, может быть как простым, так и с середины ветвистым.
Прикорневые листья существенным образом отличаются от листьев на стебле. Первые собраны в розетку и имеют яйцевидную форму; к началу цветения прикорневые листья отмирают.

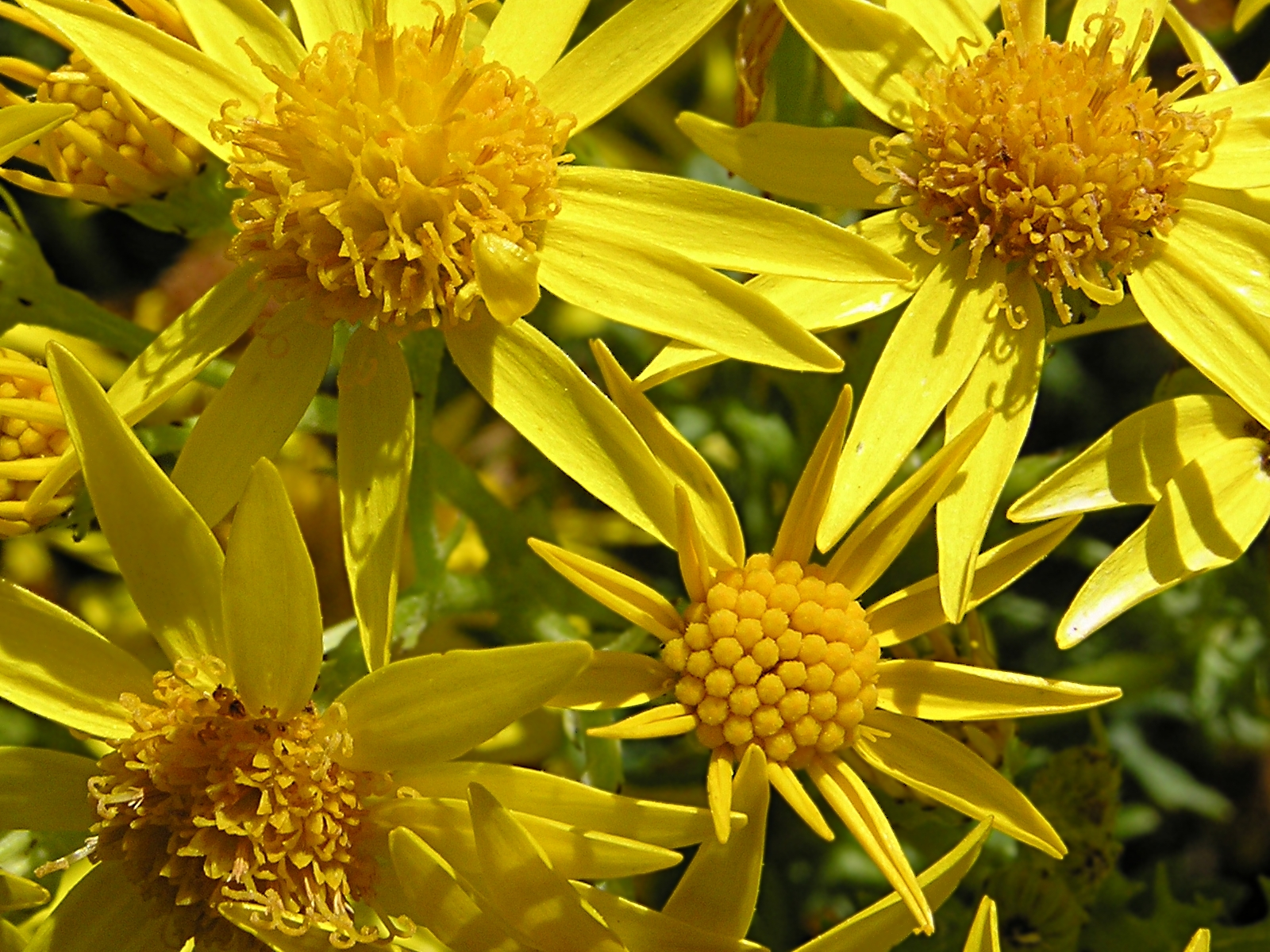
Якобея обыкновенная. Соцветия-корзинки крупным планом

Стеблевые листья в нижней части стебля имеют продолговато-обратнояйцевидную форму, они тупозубчатые или лировидно надрезанные, с яйцевидной конечной долей, на более или менее длинных черешках, длиной от 2 до 10 см и шириной от 2 до 8 см. Листья в средней части стебля сидячие, лировидно-перистые, длиной от 2 до 8 см и шириной от 1 до 3 см, доли этих листьев линейные или ланцетные, кверху расширенные и надрезанные. Листья в верхней части стебля перистораздельные (перисторассечённые), доли этих листьев продолговатые, шириной от 2 до 10 мм, на верхушке туповатые, неровно зубчатые или перистонадрезанные.

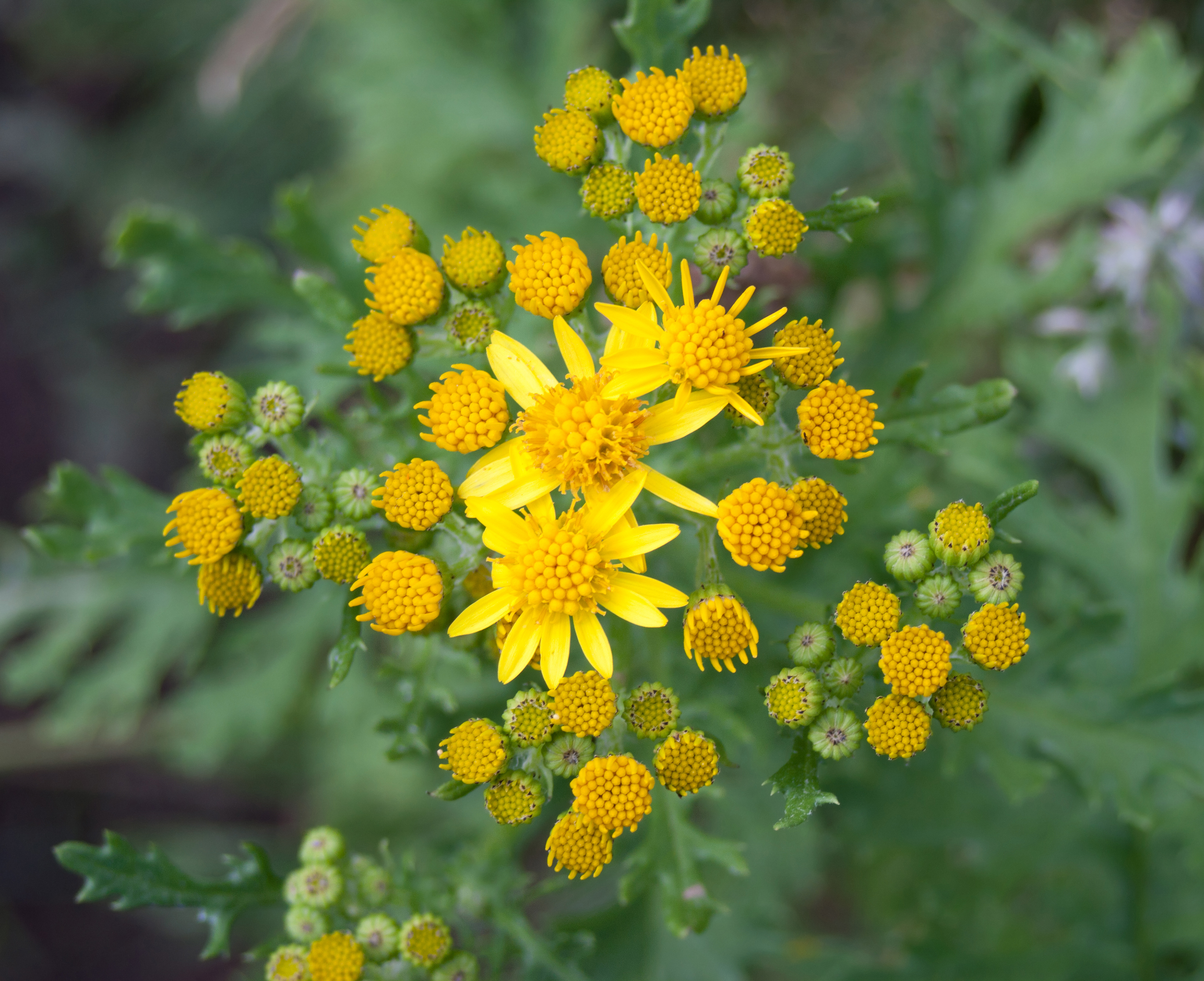
Якобея обыкновенная. Раскрывшиеся и ещё не раскрывшиеся соцветия-корзинки

Соцветия — корзинки, обычно многочисленные, собранные в сложное соцветие, щитковидную метёлку. У корзинок имеются обёртки, состоящие из 2—6 наружных листочков и большого числа более длинных (в 2—3 раза) внутренних листочков, имеющих широко-ланцетовидную форму. Ширина обёртки — от 8 (иногда от 5) до 10 мм. Язычковые цветки жёлтые, продолговатые, равные по длине обёртке, шириной от 2,5 до 4 мм; они выходят далеко за пределы корзинки, в одном соцветии их от 12 до 15.
Плод — продолговатая (продолговато-цилиндрическая) семянка длиной от 2 до 3 мм. Внутренние (срединные, центральные) семянки существенно отличаются от краевых: внутренние опушённые, покрыты выделяющими клейкую слизь волосками, у этих семянок хорошо развит хохолок, состоящий из белых зазубренных волосков, крепко прикреплённых к плоду. Краевые семянки голые, с недоразвитым хохолком, который состоит из немногочисленных легко опадающих волосков. Для внутренних семянок характерна аллохория, то есть распространение при помощи внешних факторов: а именно анемохория (с помощью ветра, что обеспечивается наличием развитого хохолка) и зоохория (с помощью проходящих мимо животных, что обеспечивается наличием клейких волосков); для краевых же плодов характерна автохория, то есть распространение без участия каких-либо посредников или внешних факторов: эти семянки падают и прорастают рядом с материнским растением.

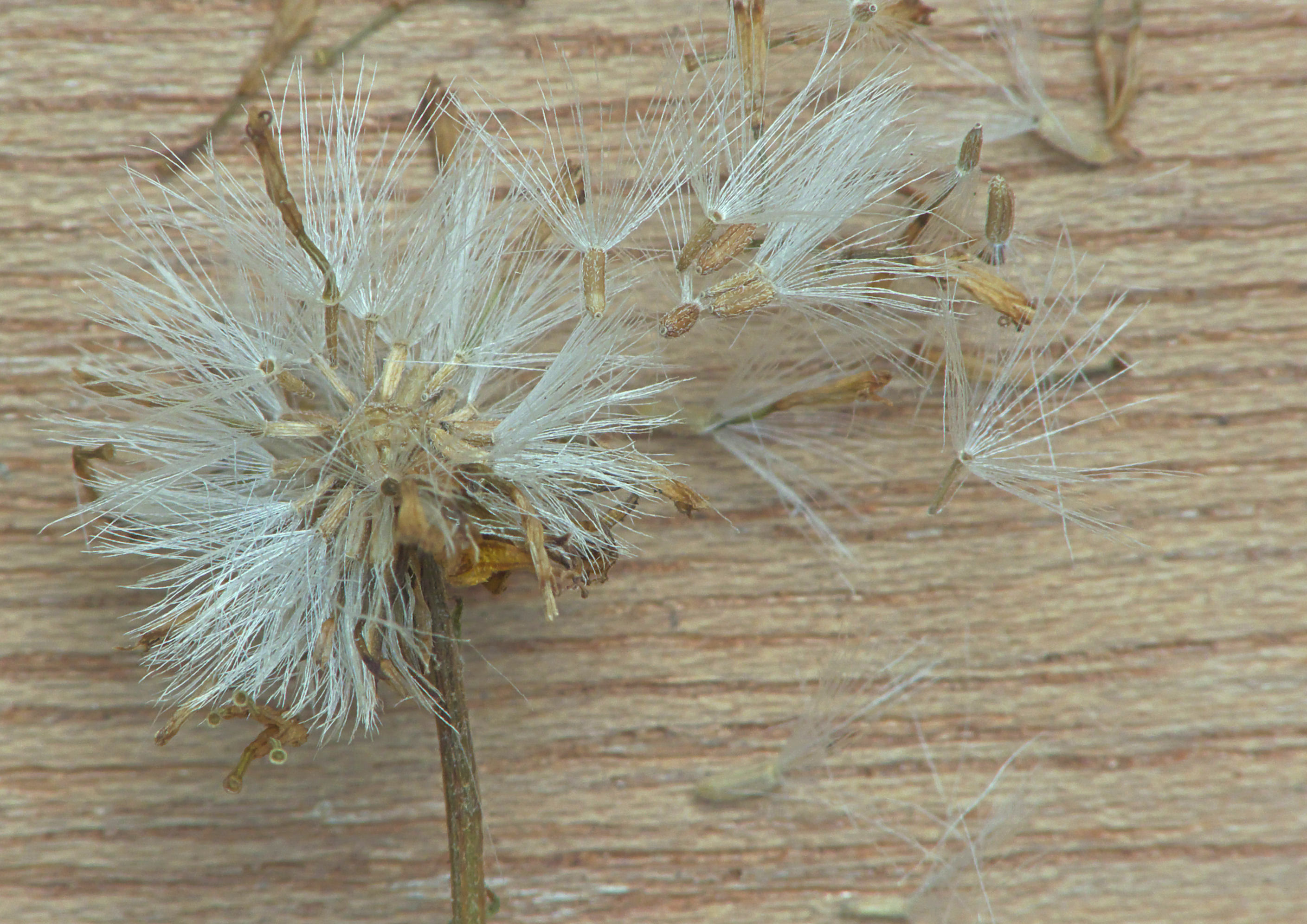
Плоды якобеи обыкновенной

Общее число плодов, которое может произвести одно растение, — до 2000 штук.
Время цветения — с июня по сентябрь (август). Время созревания плодов — с июля по октябрь.

## Химический состав, токсичность
Из растения выделен алкалоид яконин.
Растение ядовито, что обусловлено содержанием в нём различных ядовитых алкалоидов, которые могут привести к поражению печени с последующим поражением центральной нервной системы. Растение представляет опасность для лошадей, крупного рогатого скота, домашней птицы.
Описано массовое отравление телят в Англии силосом, содержащим 10 % якобеи обыкновенной. Из 271 телёнка в возрасте до одного года 66 пало и 32 было зарезано. У животных наблюдались поносы, запоры, истощение, а в последней стадии — слепота; при вскрытии были обнаружены цирроз печени и кровоизлияния в различных органах. Случаи смертельного отравления телят якобеей обыкновенной описаны также у годовалых телят в Якутии при кормлении их сеном с большой примесью растения; у животных наблюдался понос, при вскрытии были обнаружены увеличение печени и утолщение слизистой оболочки толстого отдела кишечника.

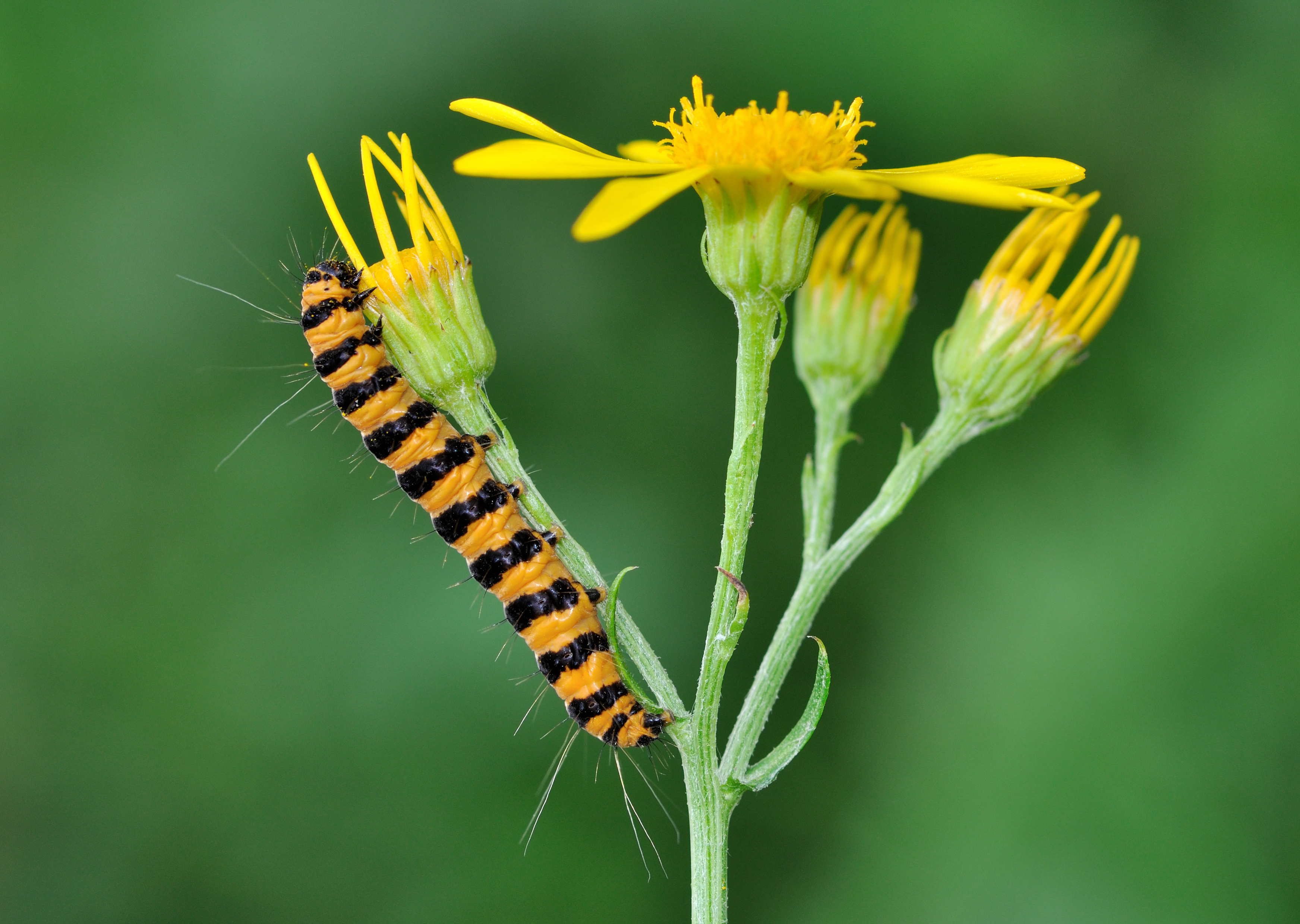
Гусеница Медведица кровавая|медведицы кровавой (Tyria jacobaeae) на якобее обыкновенной

Наблюдались случаи отравления утят при добавлении к их корму размолотых растений якобеи обыкновенной и крестовника обыкновенного (Senecio vulgaris) в количестве 10 %.

## Экология
Якобея обыкновенная — основное кормовое растение для медведицы кровавой (Tyria jacobaeae), бабочки из семейства совок. Ядовитые алкалоиды, содержащиеся в поедаемой гусеницами зелени, делают ядовитыми и самих гусениц, этим объясняется их предупреждающая чёрно-жёлтая окраска.

## Инвазивность
Каждое растение продуцирует 60—70 тысяч семянок (крупные растения — до 250 тысяч), которые могут сохранять жизнеспособность в почве в течение 15 лет. Быстро распространяется по пастбищам, наибольшие проблемы создавая вне районов естественного ареала.
В 1850-х годах растение было занесено в Канаду (Новая Шотландия) на кораблях. В 1888 году сообщалось о появлении растения на Острове Принца Эдуарда, уже к 1900 году оно стало там весьма обычным. В 1891 году собрано в Нью-Брансуик, в 1904 году — в Квебеке. В Британской Колумбии растение появилось около 1913 года. В 1915 году сообщалось об обнаружении якобеи в Нью-Йорке.
Параллельно растение было завезено на Северо-запад США, в 1912 году найдено в Калифорнии, в 1922 году — в Орегоне. В 1950-м годам вид стал довольно распространённым сорняком в этом регионе.
В 1880-х годах якобея попала в Австралию, где наиболее широко распространилась в юго-восточной части штата Виктория. В 1954 году выявлена в Южной Австралии. В Новой Зеландии известна с 1874 года, встречается на Северном и Южном островах.
Имеются сообщения об обнаружении якобеи обыкновенной в Южной Африке и Аргентине (1957), однако в более поздних флористических сводках этих регионов вид отсутствует.
С 1986 года распространение якобеи законодательно запрещено в Канаде, она включена в списки Актов о контроле за сорняками в Британской Колумбии и Новой Шотландии. В ряде штатов США растение включено в списки карантинных сорняков и запрещённых к распространению растений. Считается вредным сорняком в Южной Австралии, Западной Австралии, Тасмании. В 1993 году Парламентским актом Новой Зеландии растение было внесено в список запрещённых к распространению.

## Значение и применение
В каждом соцветии насчитывает от 43 до 69 цветков, выделяющих 10,43—16,56 мг липкой ярко-желтой пыльцы. С одного растения можно собрать до 130 мг пыльцы.

## Классификация

### Таксономия[12]
Jacobaea vulgaris Gaertn., 1791, Fruct. Sem. Pl. 2: 445
Вид Якобея обыкновенная относится к роду Якобея семейства Астровые (Asteraceae) порядка Астроцветные (Asterales). Кладограмма в соответствии с Системой APG IV:
|  |                                      |  |                                   |                                   |                    |  | ещё 10 семейств | ещё 10 семейств |                     |  |                        |  | еще 67 подтвержденных и 27 в статусе "непроверенных" видов и инфравидовых таксонов | еще 67 подтвержденных и 27 в статусе "непроверенных" видов и инфравидовых таксонов |  |
|  |                                      |  |                                   |                                   |                    |  | ещё 10 семейств | ещё 10 семейств |                     |  |                        |  | еще 67 подтвержденных и 27 в статусе "непроверенных" видов и инфравидовых таксонов | еще 67 подтвержденных и 27 в статусе "непроверенных" видов и инфравидовых таксонов |  |
|  |                                      |  |                                   | порядок Астроцветные              |                    |  |                 |                 | род Якобея          |  |                        |  |                                                                                    |                                                                                    |  |
|  |                                      |  |                                   | порядок Астроцветные              |                    |  |                 |                 | род Якобея          |  | 4 инфравидовых таксона |  |                                                                                    |                                                                                    |  |
|  | отдел Цветковые, или Покрытосеменные |  |                                   |                                   | семейство Астровые |  |                 |                 | Якобея обыкновенная |  |                        |  |                                                                                    |                                                                                    |  |
|  | отдел Цветковые, или Покрытосеменные |  |                                   |                                   |                    |  |                 |                 |                     |  |                        |  |                                                                                    |                                                                                    |  |
|  |                                      |  | ещё 63 порядка цветковых растений | ещё 63 порядка цветковых растений |                    |  |                 | ещё 1804 рода   | ещё 1804 рода       |  |                        |  |                                                                                    |                                                                                    |  |
|  |                                      |  |                                   | ещё 63 порядка цветковых растений |                    |  |                 |                 | ещё 1804 рода       |  |                        |  |                                                                                    |                                                                                    |  |

### Инфравидовые таксоны
- Jacobaea vulgaris subsp. dunensis (Dumort.) Pelser & Meijden
- Jacobaea vulgaris subsp. gotlandica (Neuman) B.Nord.
- Jacobaea vulgaris subsp. pannonica Hodálová & Mered'a
- Jacobaea vulgaris subsp. vulgaris

### Синонимы
- Jacobaea vulgaris var. vulgaris
- Senecio jacobaea subsp. jacobaea L.
- Senecio jacobaea var. jacobaea
- Senecio praealtus subsp. foliosus (DC.) Cout.